# Marlon Reis
Marlon Reis (sinh ngày 1 tháng 7 năm 1981) là một người ủng hộ quyền động vật, nhà văn người Mỹ, và là đệ nhất phu quân Colorado với tư cách là chồng của thống đốc Colorado thứ 43 Jared Polis. Ông trở thành đệ nhất phu quân đồng giới đầu tiên ở Hoa Kỳ sau lễ nhậm chức thống đốc Polis vào ngày 8 tháng 1 năm 2019.

## Đời tư
Reis và chồng là Thống đốc Jared Polis có hai con lần lượt sinh năm 2011 và 2014. Reis gặp Polis năm 2002 khi đang học xong. Reis là con rể của nhà thơ Susan Polis Schutz và họa sĩ vẽ tranh minh họa Stephen Schutz. Cặp đôi kết hôn vào ngày 15 tháng 9 năm 2021.